# Antoni Albafull i Vidal
Antoni Albafull i Vidal fou un advocat i polític català. Havia estat cap del Partit Conservador a Tarragona, amb el que fou candidat a les eleccions generals espanyoles de 1907, però fou derrotat pels candidats de la Solidaritat Catalana. Després va ingressar a la Lliga Regionalista, amb la que fou diputat per Barcelona a les eleccions generals espanyoles de 1916 i per Tarragona a les de 1919. De 1926 a 1932 fou degà de l'Il·lustre Col·legi d'Advocats de Tarragona i formà part de l'assemblea de persones que podien ser escollides com a president del Tribunal de Cassació de Catalunya.